# Jadwiga Milewska
Jadwiga Walentyna Milewska z domu Chełchowska (ur. 11 sierpnia 1868 w Chojnowie k. Przasnysza, zm. 7 lutego 1943 w Warszawie) – właścicielka majątku Rembówko k. Ciechanowa, działaczka społeczna, publicystka, badaczka kultury ludowej.

## Życiorys
Początkowo uczyła się w domu rodzinnym pod okiem siostry Teodory. Ukończyła ze złotym medalem pensję Jadwigi Sikorskiej w Warszawie.
Od najmłodszych lat interesowała się nauką i działalnością społeczną. W Rembówku (gmina Opinogóra), gdzie zamieszkała po ślubie, zorganizowała ochronkę dla dzieci służby folwarcznej, opiekowała się służbą domową i folwarczną pod kątem lekarskim i wychowawczym, dla służby i okolicznych włościan prowadziła kursy z różnych dziedzin życia (np. uczyła podstaw higieny i opieki nad niemowlętami). Prowadzone przez nią tzw. gospodarstwo kobiece znacznie uzupełniało dochody majątku. Założyła i prowadziła wzorcowy ogród owocowy i warzywnik.
Specjalizowała się w higienie zdrowotnej, leczeniu domowymi sposobami, szkolnictwie zawodowym i rozwoju intelektualnym kobiet wiejskich. Należała do Towarzystwa Zjednoczonych Ziemianek. Na zjazdach i kursach w guberni płockiej wygłaszała prelekcje. W 1907 współurządzała wystawę rolniczą w Ciechanowie (przekazała kolekcję pisanek z Ciechanowskiego, a do zbiorów muzealnych ofiarowała zabytkowe przedmioty gospodarstwa rolnego i znaleziska archeologiczne), zaś w 1911 pomagała przy przygotowaniu wystawy powiatowej w Mławie. W 1909 brała udział w zorganizowaniu w Grędzicach Szkoły Gospodyń Wiejskich. Prowadziła działalność charytatywną, wspierała np. Ochronę im. Elizy Orzeszkowej w Ciechanowie.
Publikowała artykuły w „Ogniwie – Zbiorze Pożytecznych Wiadomości dla Gospodyń”, czasopiśmie ziemianek. Podobnie jak siostra Teodora i brat Stanisław nawiązała współpracę z „Wisłą”, gdzie publikowała szkice etnograficzne, m.in. Kołysanki z ciechanowskiego (1901), Śpiewy dożynkowe zebrane w Rembówku i Ucieszne opowiadania z Ciechanowskiego (1902) oraz Sposoby zabawiania dzieci i ich zabawy w Ciechanowskiem (1903).
Była członkinią Wydziału Higieny Ludowej przy Warszawskim Towarzystwie Higienicznym, założonym przez jej brata Kazimierza. Interesowała się warunkami życia włościan i służby folwarcznej, prowadziła badania terenowe z zakresu higieny ludu, a wyniki swych obserwacji publikowała w czasopiśmie „Zdrowie” w artykułach: Pranie u włościan (1903), Kołtun na wsi (1903) oraz Śmiertelność dzieci wiejskich i jej przyczyny (1905).
W listopadzie 1914 małżonkowie Milewscy przeprowadzili się do Warszawy. Do ostatniej chwili przed zajęciem miasta przez armię niemiecką prowadziła działalność odczytową.
W międzywojniu interesowała się problemami państwa, jednak ograniczyła działalność do kręgów rodzinnych. Była specjalistką w zakresie zabytkowych pomników na Powązkach. Jej rękopisy w większości zniszczone zostały podczas powstania warszawskiego.
Pochowana została na cmentarzu Powązkowskim w Warszawie (kwatera 65-2-13).

## Życie prywatne
Była córką Teodora Chełchowskiego (1825–1891) oraz Julii z Obrębskich (1829–1898). Ojciec pochodził z drobnej szlachty mazowieckiej, ale awansował do ziemiaństwa, gdy nabył majątek Chojnowo w powiecie przasnyskim. Wyróżniał się wśród okolicznych ziemian wiedzą rolniczą, był prezesem Zakładów Dobroczynnych Powiatu Przasnyskiego. Milewska miała siostry: właścicielkę ziemską Marię Franciszkę Śniechowską (1854–1905) i działaczkę społeczną Teodorę Helenę Rouppertową (1856–1917), a także braci: lekarza Kazimierza (1858–1917) oraz przyrodnika, etnografa i działacza społecznego Stanisława (1866–1907).
W 1888 w kościele w Czernicach Borowych poślubiła Jakuba Tymoteusza Milewskiego. Zmarł w 1935 i został pochowany w Pałukach. Małżonkowie mieli sześcioro dzieci: inżyniera rolnika i działacza społecznego Stanisława (1888–1975), który przejął majątki ziemskie Rembówko i Patory, inżyniera elektryka Jerzego (1890–1966), pedagożkę Ludmiłę (1892–1921), Kazimierza (1895–1900), który zmarł jako dziecko na skutek wypadku, inżyniera drogowego Lecha (1897–1944) oraz inżyniera rolnika Ziemowita Kazimierza (1900–1973). Córką tego ostatniego jest aktorka Anna Milewska.

## Upamiętnienie
W Parku Dydaktycznym w Rostkowie 2 września 2007 odsłonięto poświęcony jej pomnik.